# کارکس نیگرومارگیناتا
کارکس نیگرومارگیناتا (نام علمی: Carex nigromarginata) نام یک گونه از سرده جگن است.